# Michel Kaplan
Michel Kaplan (ur. 15 kwietnia 1946 w Neuilly-sur-Seine) – francuski historyk mediewista, bizantynolog.

## Życiorys
Absolwent a następnie wykładowca na uniwersytecie Paris 1 Panthéon-Sorbonne. Specjalizuje się w historii mentalności oraz hagiografii bizantyńskiej. W latach 1999–2004 był rektorem tej uczelni. Otrzymał tytuł doktora honoris causa uniwersytetu w Mińsku (2000).

## Publikacje
- Les Propriétés de la Couronne et de l'Église dans l'Empire byzantin, V-VI siècles : documents, Paris, Publications de la Sorbonne, 1976.
- Le Proche-Orient médiéval : des Barbares aux Ottomans, Paris, Hachette, 1978, nouv. éd. 1988, 1990, 1997, 2003 et 2006 (avec Alain Ducellier et Bernadette Martin).
- Tout l'or de Byzance, coll. « Découvertes Gallimard / Histoire » (nº 104), Paris, Gallimard, 1991.
- Les hommes et la terre à Byzance du VI au XI siècle : propriété et exploitation du sol, Publications de la Sorbonne, 1992.
- Les Saints et leur sanctuaire à Byzance: textes, images et monument, Paris, Publications de la Sorbonne, 1993 (avec Catherine Jolivet-Lévy et Jean-Pierre Sodini).
- La Chrétienté orientale, du début du VII siècle au milieu du XI siècle. Textes et documents, Paris, SEDES, 1996 (avec Marie-France Auzépy et Bernadette Martin-Hisard).
- La Chrétienté byzantine, du début du VIIe siècle au milieu du XIe siècle : images et reliques, moines et moniales, Constantinople et Rome, Paris, SEDES, 1997.
- Le Moyen Age, Paris, Bréal, 2000 (tome I : IV-X siècles, tome II : X-XV siècles) (dir. Michel Kaplan, auteurs : Michel Zimmermann, Christophe Picard).
- Le Sacré et son inscription dans l'espace à Byzance et en Occident : études comparée, Paris, Publications de la Sorbonne, 2001 (direction).
- Monastères, images, pouvoirs et société à Byzance, Paris, Publications de la Sorbonne, 2006 (codirection avec Paule Pagès).
- Byzance : villes et campagnes, Paris, Picard, 2006 (recueil d'articles).
- (avec A. Ducellier) Byzance : IV-XV siècle, Paris, Hachette, 2006.
- Byzance, Paris, Les Belles lettres, 2007.
- Pouvoirs, Église et sainteté: essais sur la société byzantine, Paris, Publications de la Sorbonne, 2011 (recueil d'articles).

### w języku polskim
- Konstantynopola gospodarka miejska [w:] Cesarstwo Bizantyńskie 641-1204, red. Jean-Claude Cheynet, przeł. Andrzej Graboń, Kraków: Wydawnictwo WAM 2011, s. 283-324.